# Ropica binhana
Ropica binhana är en skalbaggsart som först beskrevs av Maurice Pic 1926.  Ropica binhana ingår i släktet Ropica och familjen långhorningar. Inga underarter finns listade i Catalogue of Life.